# Patrick Peterson
Patrick De'mon Peterson (* 11. Juli 1990 in Fort Lauderdale, Florida) ist ein ehemaliger US-amerikanischer American-Football-Spieler in der National Football League (NFL). Er spielte als Cornerback zehn Jahre für die Arizona Cardinals und war anschließend auch für die Minnesota Vikings und die Pittsburgh Steelers aktiv.

## College
Peterson, der schon in der Highschool großes sportliches Talent nicht nur als Footballspieler, sondern auch als Leichtathlet erkennen ließ, erhielt von mehreren Universitäten Sportstipendien angeboten. Er entschied sich für die Louisiana State University (LSU). Für deren Mannschaft, die Tigers, spielte er in den Jahren 2008 bis 2010 äußerst erfolgreich in der Secondary College Football. Er wurde in diverse Auswahlmannschaften gewählt und mit einer Reihe von Preisen ausgezeichnet, darunter dem Jim Thorpe- und dem Chuck Bednarik Award.

## NFL
Beim NFL Draft 2011 wurde er in der ersten Runde als 5. Spieler von den Arizona Cardinals ausgewählt. Bereits in seiner Rookie-Saison spielte er als Starting Cornerback. Seither lief er in jedem Spiel (bis 2019) für die Cardinals auf. Außerdem wurde er in den Special Teams eingesetzt. 2011 erzielte er so vier Touchdowns nach Punt-Returns. In dieser Saison wurde er als Return Specialist, in den sieben folgenden als Cornerback in den Pro Bowl berufen. Wegen der Einnahme von leistungssteigernden Mitteln wurde Peterson für die ersten sechs Spiele der Saison 2019 gesperrt. Am 17. März 2021 unterschrieb er einen Einjahresvertrag bei den Minnesota Vikings. Dort wechselte er seine Trikotnummer zu der 7, die er schon im College trug, nachdem die NFL die Regelungen zu Trikotnummern gelockert hatte. Er kam in 13 Spielen als Starter zum Einsatz und fing eine Interception. Im März 2022 unterschrieb Peterson für ein weiteres Jahr in Minnesota.
Im März 2023 unterschrieb Peterson einen Zweijahresvertrag bei den Pittsburgh Steelers. Er kam in allen 17 Spielen der Regular Season zum Einsatz und spielte zeitweise auch als Safety. Ihm gelangen zwei Interceptions. Am 8. März 2024 wurde Peterson von den Steelers entlassen.
Nachdem er in der Saison 2024 nicht gespielt hatte, gab Peterson im April 2025 sein Karriereende bekannt.